# Лечить живых
«Лечить живых» (фр. Réparer les vivants) — французско-бельгийская кинодрама 2016 года, режиссёра Катель Кийевере, по одноимённому роману французской писательницы Мэйлис де Керангаль, вышедший в 2013 году (в русском переводе — «Чинить живых»). Премьера фильма состоялась 4 сентября 2016 в рамках программы «Горизонты» на 73-м Венецианском международном кинофестивале.

## Сюжет
Молодой серфингист, возвращаясь с моря, попадает в автомобильную аварию, после чего оказывается в реанимационном отделении больницы в Гавре. Его состояние критическое, врачи делают все возможное, но не дают никаких гарантий. Известие о смерти — самое страшное, что только могут услышать родители, и именно это выпадает на долю матери и отца Симона. Врачи предлагают им подумать о донорстве органов — возможно, их подключенный сейчас к системам жизнеобеспечения сын ещё может спасти чью-то жизнь.

## В ролях
| Актёр            | Роль        |
| ---------------- | ----------- |
| Тахар Рахим      | Тома Реми   |
| Эммануэль Сенье  | Марианна    |
| Анн Дорваль      | Клер Межо   |
| Були Ланнерс     | Пьер Револь |
| Финнеган Олдфилд | Максим      |